# قلعه محمدعلی‌خان
قلعه محمدعلی‌خان، روستایی از توابع بخش فشاپویه شهرستان ری در استان تهران ایران است.

## جمعیت
این روستا در دهستان حسن‌آباد قرار دارد و براساس سرشماری مرکز آمار ایران در سال ۱۴۰۰، جمعیت آن حدود ۱۲۰ نفر (۴۵خانوار) بوده‌است.